# Magaz de Arriba
Magaz de Arriba es una localidad española perteneciente al municipio de Arganza, en la comarca de El Bierzo, provincia de León, comunidad autónoma de Castilla y León.

## Geografía
La pequeña localidad de Magaz de Arriba está situada en la comarca de El Bierzo, en la provincia de León, comunidad autónoma de Castilla y León. Se encuentra a unos 9 kilómetros al noroeste de la ciudad de Ponferrada, y a unos 90 kilómetros al este de la capital provincial, León.

### Orografía
El pueblo de Magaz de Arriba se sitúa en una zona de relieve irregular, donde se aprecia una diferencia de altura entre sus zonas norte y sur. La parte norte se encuentra en una pequeña elevación, denominada Alto de Ocedo, lo que le confiere una posición dominante sobre el paisaje circundante. La parte sur del pueblo, en cambio, se ubica en una zona más baja y llana, al pie del alto.

#### Alto de Ocedo

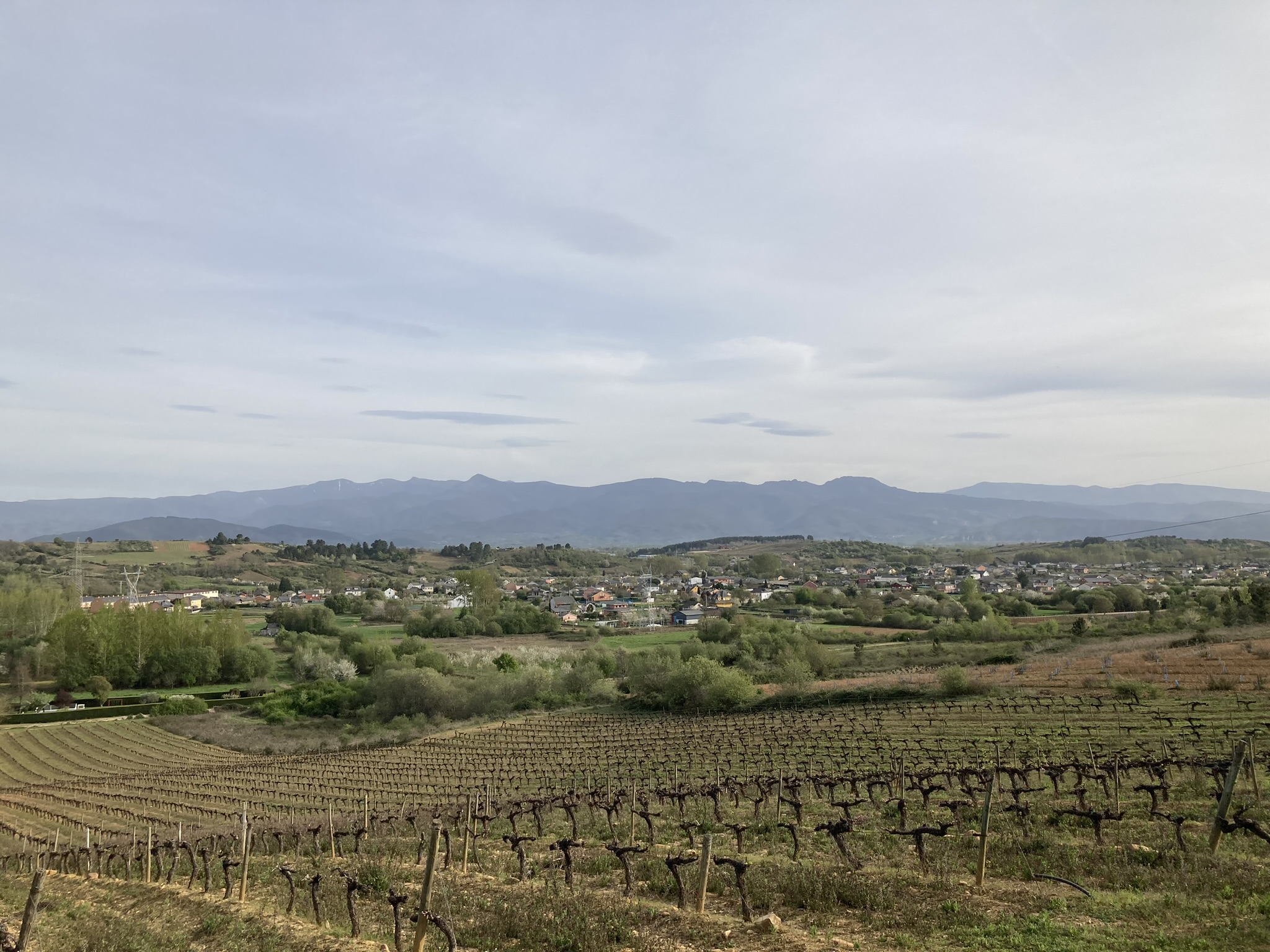
Vistas panorámicas desde el Alto de Ocedo

Entre el municipio de Cacabelos y la parte alta de Magaz de Arriba, se encuentra el Alto de Ocedo, una pequeña elevación del terreno con algunas zonas de cultivo de la vid y otras con abundante vegetación característica de la región, como pinos o castaños. Su altitud alcanza los 611 metros.Hay varios caminos que lo atraviesan, siendo ideales para practicar senderismo y ciclismo de montaña. Desde diversos puntos de este alto se pueden contemplar unas amplias vistas; tanto de la parte baja de la localidad, como de sus poblaciones vecinas, además de otros elementos geográficos cercanos de la comarca de El Bierzo, como Las Médulas.

### Hidrografía

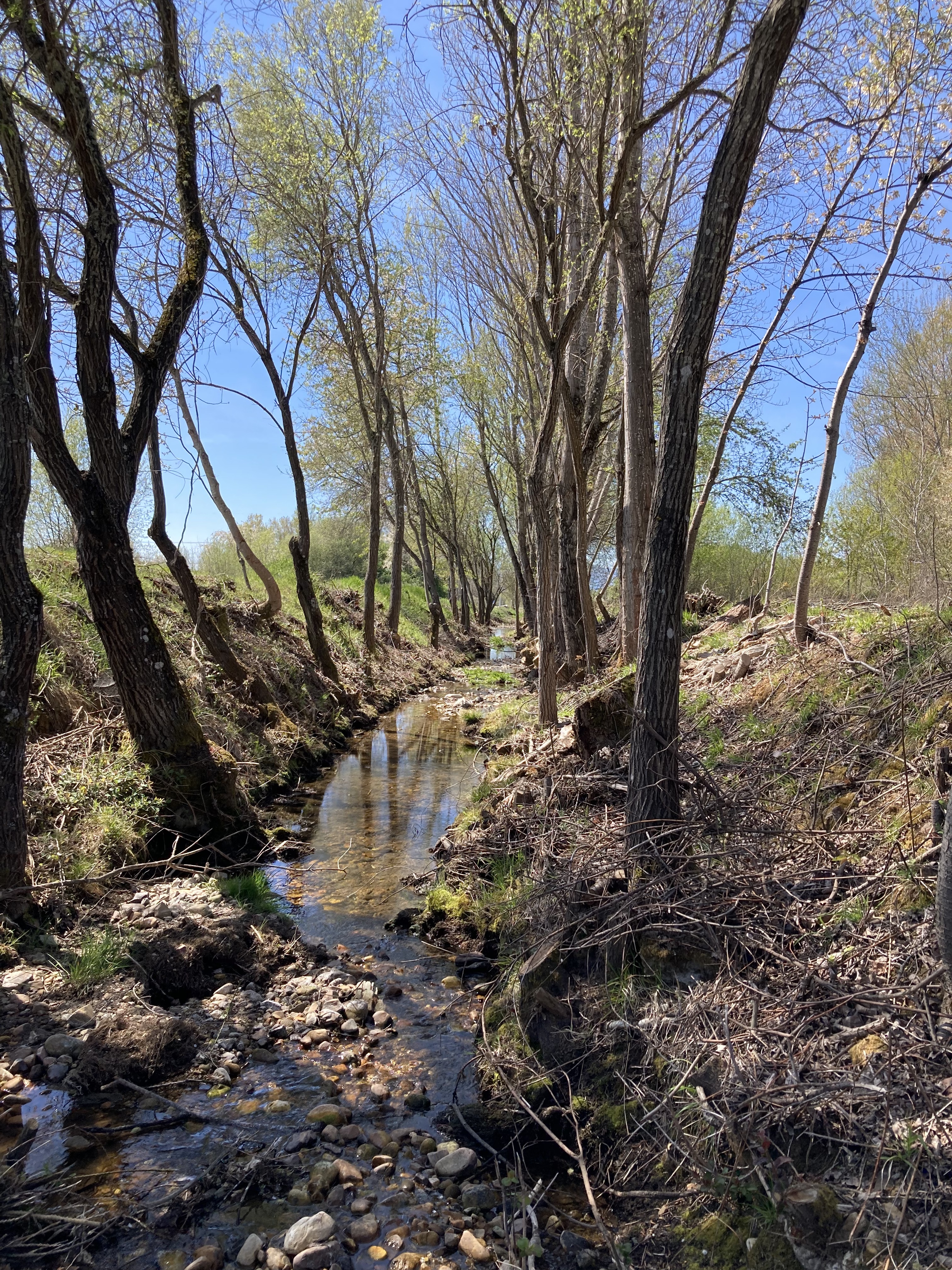
Uno de los arroyos cercanos a Magaz de Arriba a principios de 2023, tras una poda y eliminación de la maleza que acompañaba el curso del mismo

Varios arroyos y acequias riegan los alrededores de Magaz de Arriba, entre los cuales destaca el arroyo de Vega del Rey, que circula por la parte norte del municipio; además de los arroyos de Valle Perdido y de Magaz (o del Tablón), que discurren por la zona sureste. Todos ellos acaban desembocando en el Río Cúa, a su paso por Cacabelos.

## Historia

### sigloXIX
Así se describe a Magaz de Arriba en la página 18 del tomo XI del Diccionario geográfico-estadístico-histórico de España y sus posesiones de Ultramar, obra impulsada por Pascual Madoz a mediados del siglo XIX:

MAGAZ DE ARRIBA

Lugar en la provincia de León (16 leguas), partido judicial de Villafranca del Vierzo (2), diócesis de Astorga (10), audiencia territorial y capitanía general de Valladolid (35), ayuntamiento de Arganza (1/2).
Situado en una alturita, su clima es templado y sano; tiene unas 80 casas; escuela de primeras letras por 4 meses de invierno, dotada con 200 reales, a que asisten 30 niños; iglesia parroquial (San Pedro), servida por 1 cura de ingreso y libre provisión en concurso; 1 capilla de San Roque, y buenas aguas potables.
Confina N Arganza; E Cabañas y Herbededo; S Magaz de Abajo, y O Cacabelos y Quilos, todos a 1/2 legua, excepto Magaz, que dista 1/4.
El terreno es de mediana calidad, y le fertilizan las aguas de un arroyo que baja de los montes de San Juan de la Mata. Hay una dehesa de roble, encina y pastos.
Los caminos son locales, excepto la carretera de Madrid a la Coruña; recibe la correspondencia de Cacabelos.
Producciones: granos, legumbres, patatas, frutas y pastos; cría ganados y caza de perdices, codornices y corzos.
Industria: 2 molinos harineros y 4 telares de lienzos caseros.
Población: 72 vecinos, 325 almas.

Contribución: con el ayuntamiento.

## Demografía
Como en otros tantos pueblos de la España rural, en Magaz de Arriba se está produciendo en los últimos años un descenso de la población, debido al envejecimiento y al traslado de buena parte de ésta a grandes ciudades.
A 1 de enero de 2024, Magaz de Arriba contaba con 229 habitantes totales, de los cuales 107 eran hombres y 122, mujeres.
| Gráfica de evolución demográfica de Magaz de Arriba entre 2000 y 2024 |
|                                                                       |
| Población de derecho (2000-2024) según el padrón municipal del INE    |

## Patrimonio

### Iglesia parroquial de San Pedro Apóstol

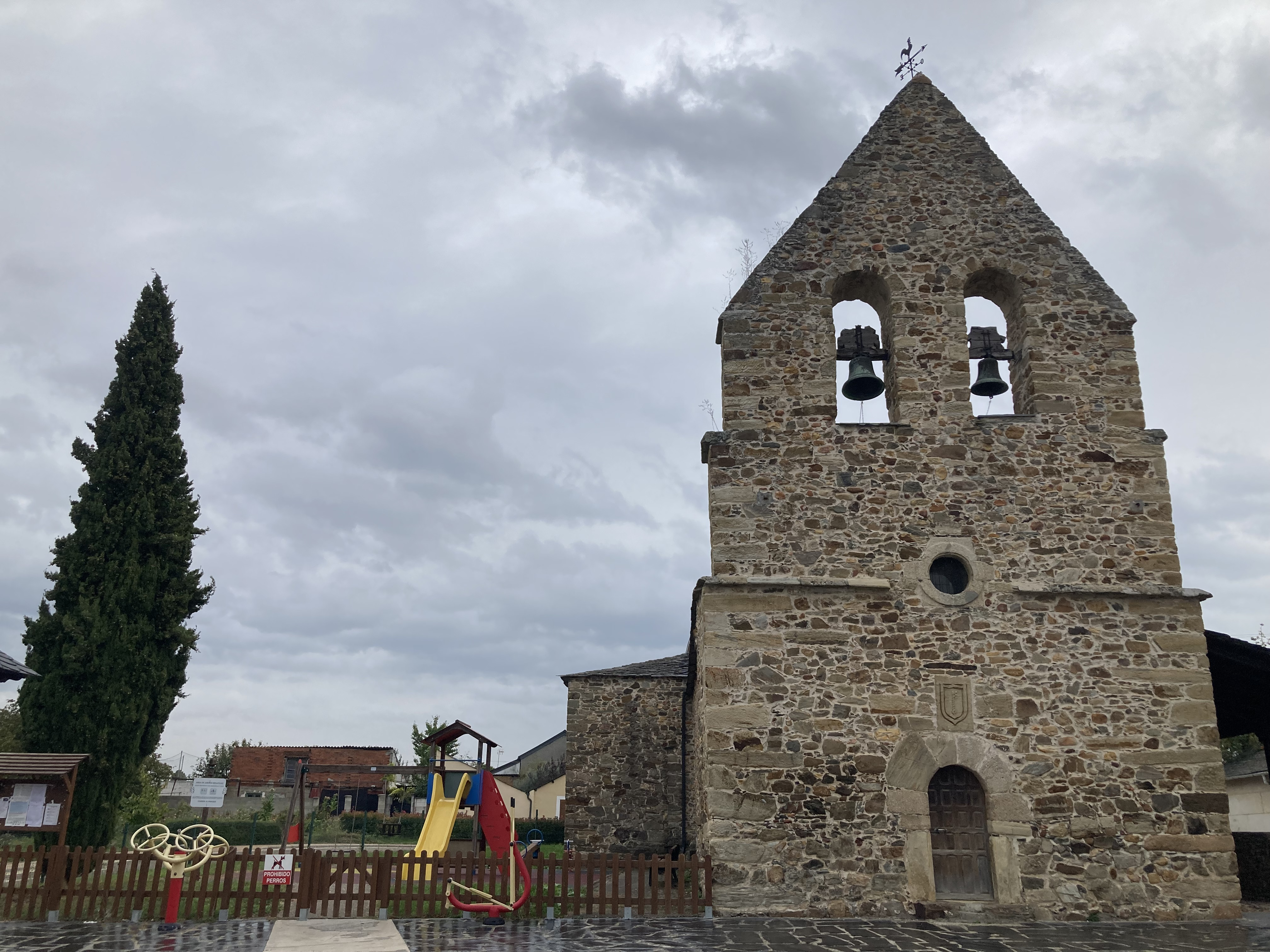
Iglesia parroquial de San Pedro Apóstol, en la plaza Mayor de Magaz de Arriba

En la parte elevada del pueblo (conocida como “la picota”); entre las calles Iglesia y Extremadura, se encuentra la plaza Mayor, donde hay un pequeño parque de juegos para niños, una zona ejercicio para personas mayores y una serie de bancos cubiertos por una tejavana. Además, a un lado de ésta, se erige la pequeña iglesia de San Pedro Apóstol.

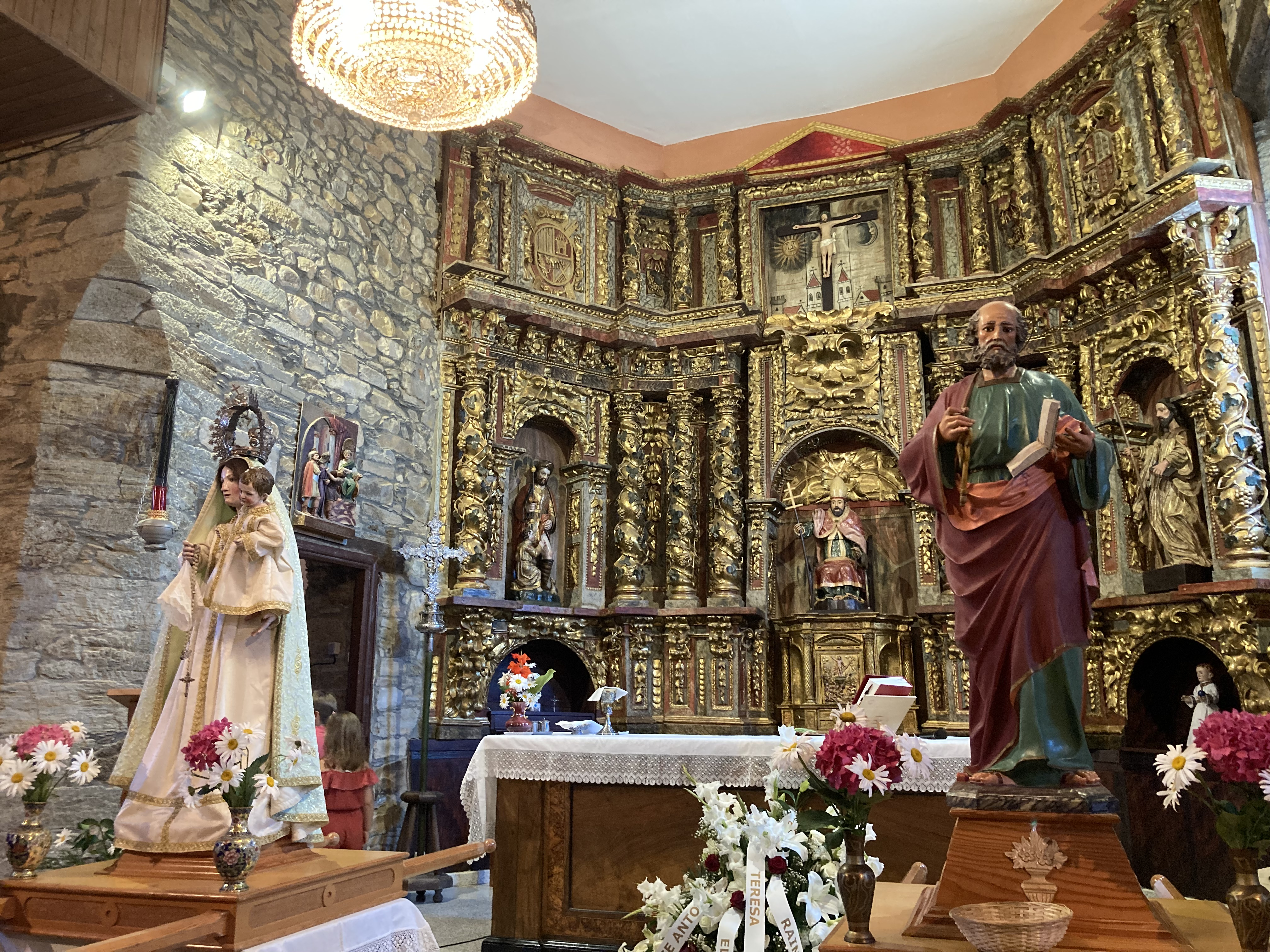
Interior de la Iglesia parroquial de San Pedro Apóstol

Entre los siglos XVI y XVII, se efectuaron una serie de mejoras y ampliaciones en la iglesia, para que posteriormente, en el siglo XVIII, se volviese a ampliar y a colocar un altar más grande.

## Fiestas de San Pedro
Cada año, entre finales de junio y principios de julio, se celebran en Magaz de Arriba las fiestas en honor a su patrón, San Pedro (día 29 de junio). Durante unos días, el pueblo se llena de visitantes de toda la comarca. Algunas de las actividades que se llevan a cabo son la misa y procesión, la ronda del vino, bailes en la Plaza Mayor o la preparación de la queimada.

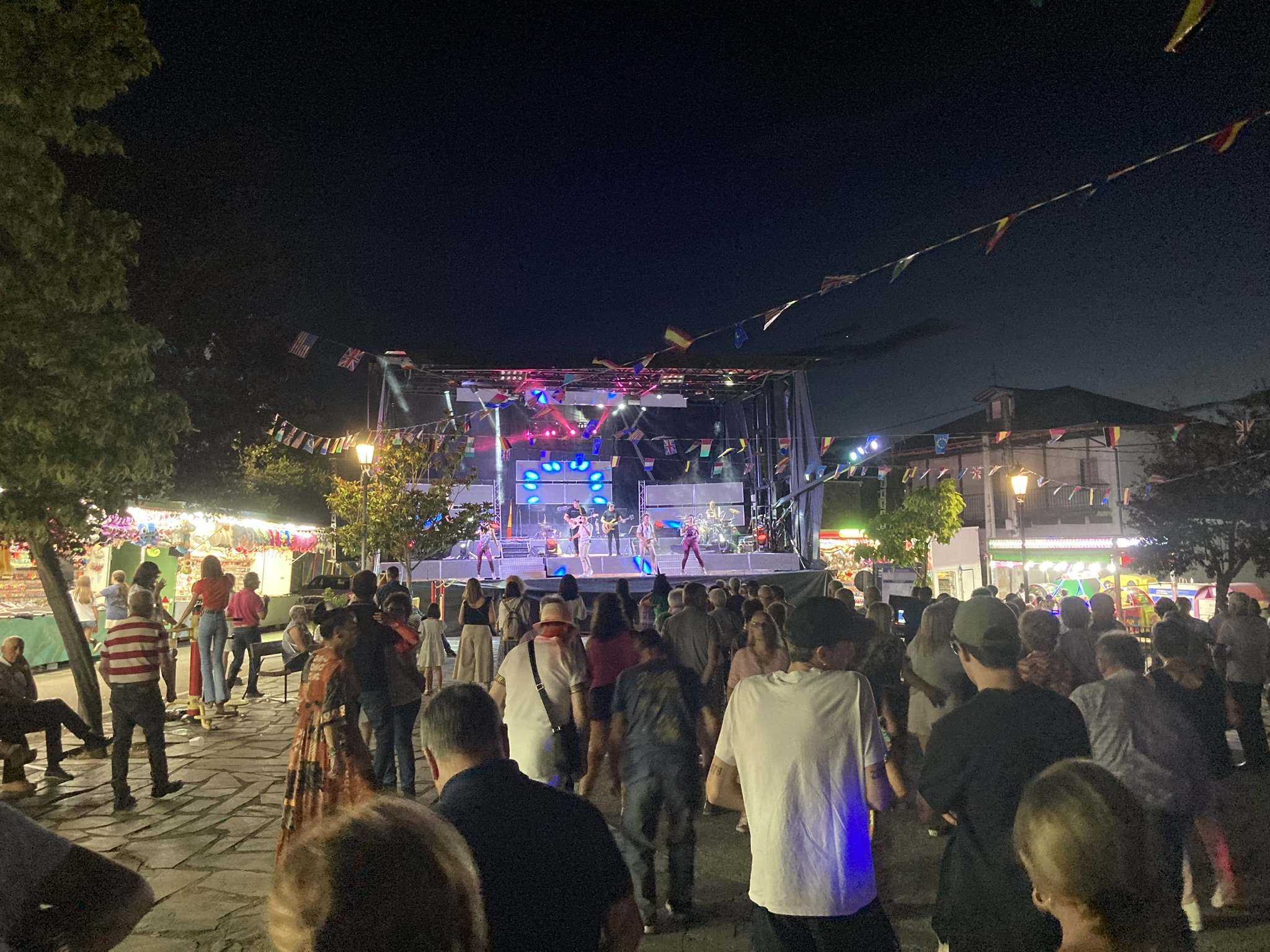
Uno de los conciertos celebrados en las fiestas de San Pedro de 2023